# 大魯塔韋奇湖
55°01′58″N 31°09′33″E / 55.03278°N 31.15917°E
大魯塔韋奇湖（俄语：Большое Рутавечь），是俄羅斯的湖泊，位於該國西部斯摩棱斯克州，由魯德尼揚斯基區負責管轄，長3.5公里、寬0.75公里，面積2.15平方公里，海拔高度178.8米，最大水深14.5米。